# اوژن کاریر
اوژن کاریر (فرانسوی: Eugène Carrière‎؛ زاده ۱۶ ژانویهٔ ۱۸۴۹ – درگذشته ۲۷ مارس ۱۹۰۶) نقاش فرانسوی جنبش نمادگرایی و دوست نزدیک آگوست رودن بود که بیشتر تک‌چهره می‌کشید. او بر پابلو پیکاسو تأثیر گذارد.
از میان آثار او تک‌چهره‌هایی که از آناتول فرانس و پل ورلن کشیده‌است، شهرت دارند.